# Trichiura
Trichiura is een geslacht van vlinders uit de familie van de spinners (Lasiocampidae) en de onderfamilie Poecilocampinae.

## Soorten
- Trichiura castiliana Spuler, 1908
- Trichiura crataegi (Linnaeus, 1758) – Grijsbandspinner
- Trichiura ilicis (Rambur, 1866)
- Trichiura khasiana Moore, 1879
- Trichiura mirzayani Ebert, 1971
- Trichiura pistaciae Wiltshire, 1952
- Trichiura sapor Wiltshire, 1946
- Trichiura tamanukii Matsumura, 1928
- Trichiura verenae Witt, 1981